# Parson Drove
Parson Drove è un villaggio e parrocchia civile dell'Inghilterra, appartenente alla contea del Cambridgeshire.